# Liste von Bauwerken aus Portasandstein
Der Portasandstein kommt zwischen Lübbecke, Minden und Lemgo in Nordrhein-Westfalen vor. Am Weserdurchbruch Porta Westfalica im Gebiet der Stadt Porta Westfalica ist die Sandsteinbank bis zu 20 Meter mächtig. Entsprechend lag hier das Hauptgebiet des Abbaues. Nach dem Zweiten Weltkrieg wurde dieser Stein nicht mehr abgebaut.
Seit dem 11. Jahrhundert wurde der Portasandstein vielfach entlang der Weser als Werkstein verbaut. Auch überregional fand er in Kirchen und Brücken Verwendung.
Die Liste von Bauwerken aus Portasandstein umfasst Bauwerke, die ganz oder teilweise aus Portasandstein bestehen. Auch Bauwerke, die heute nicht mehr existieren, sind in der Liste enthalten.
Zurzeit ist diese Liste bei weitem noch nicht vollständig.

## Porta Westfalica
| Bild | Name                                           | Kategorie | PLZ   | Ort                                              | Kreis/Stadt     | Erbaut                                      | Bemerkungen |
| ---- | ---------------------------------------------- | --------- | ----- | ------------------------------------------------ | --------------- | ------------------------------------------- | --- |
|      | Kaiser-Wilhelm-Denkmal an der Porta Westfalica | Denkmal   | 32457 | Porta Westfalica, Ortsteil Barkhausen (Karte)    | Minden-Lübbecke | 1892–1896                                   | Denkmal zu Ehren von Kaiser Wilhelm I. auf dem Ostende des Wittekindsbergs im Wiehengebirge |
|      | Moltketurm                                     | Turm      | 32457 | Porta Westfalica, Ortsteil Barkhausen (Karte)    | Minden-Lübbecke | 1828–1829                                   | Aussichtsturm auf dem Wittekindsberg im Wiehengebirge |
|      | Berghotel Wittekindsburg                       | Burg      | 32457 | Porta Westfalica, Ortsteil Barkhausen (Karte)    | Minden-Lübbecke | 1895–1896                                   | Standort auf dem Wittekindsberg im Wiehengebirge |
|      | Margarethenklus                                | Kirche    | 32457 | Porta Westfalica, Ortsteil Barkhausen            | Minden-Lübbecke | 1224, vor                                   | Zweijochiger, rechteckiger Saalbau im Stil der Romanik auf dem Wittekindsberg im Wiehengebirge. Andere Bezeichnung: Wittekindskapelle |
|      | Ev. Kapelle Barkhausen                         | Kapelle   | 32457 | Porta Westfalica, Ortsteil Barkhausen            | Minden-Lübbecke | 1450                                        | Schlichter rechteckiger Saalbau aus Portasandstein und verschiefertem Dachreiter. |
|      | Bismarckturm (Porta Westfalica)                | Turm      | 32457 | Porta Westfalica, Ortsteil Hausberge             | Minden-Lübbecke | 1902                                        | Der Turm aus Portasandstein vom Jakobsberg stand an der höchsten Stelle des Jakobsberges im Wesergebirge. Er wurde 1952 abgerissen, um für den ersten Fernmeldeturm Platz zu machen. Die Steine wurden zum Wiederaufbau des Rathauses von Minden nach Zerstörung im Zweiten Weltkrieg verwendet. |
|      | Gaststätte Bismarckburg                        | Haus      | 32457 | Porta Westfalica, Ortsteil Hausberge             | Minden-Lübbecke | 1800, vor (Ende des 18. Jhdt.)              | Beliebtes Ausflugsziel auf dem Jakobsberg im Wesergebirge, westlich unterhalb des Fernmeldeturms. Teilweise aus Portasandstein. Abbruch des Gebäudes Ende 2013. |
|      | Schlageter-Denkmal                             | Denkmal   | 32457 | Porta Westfalica, Ortsteil Hausberge             | Minden-Lübbecke | 1933–1934, jedoch nicht ganz fertiggestellt | Standort auf dem Jakobsberg im Wesergebirge, ca. 650 m (Luftlinie) westlich der Gaststätte Bismarckburg. 1958 wurde auf dem Sockel aus Portasandstein eine Aussichtsplattform errichtet. |
|      | Altes Torhaus der Schalksburg                  | Burg      | 32457 | Porta Westfalica, Ortsteil Hausberge             | Minden-Lübbecke | 1562, vor                                   | Eingeschossiger Bruchsteinbau über halb eingetieftem Kellergeschoss im Ortszentrum von Hausberge |
|      | Portaner Rathaus                               | Rathaus   | 32457 | Porta Westfalica, Ortsteil Hausberge, Kempstr. 1 | Minden-Lübbecke | 1909                                        | Bei dem Verwaltungsgebäude mit Jugendstil-Fassade bestehen Fundament, Treppe und Teile der Fassade aus Portasandstein. |
|      | Lerbecker Kirche                               | Kirche    | 32457 | Porta Westfalica, Ortsteil Lerbeck, Zur Porta 74 | Minden-Lübbecke | 1892                                        | Kirche im neugotischen Stil |
|      | Windmühle Eisbergen                            | Mühle     | 32457 | Porta Westfalica, Ortsteil Eisbergen, Ahmserort  | Minden-Lübbecke | 1855                                        | Untere Hälfte aus Bruchstein, obere Hälfte aus Portasandstein. 1989/92 an den jetzigen Standort umgesetzt. |

## Minden
| Bild | Name                                            | Kategorie                                   | PLZ   | Ort                                                                     | Kreis/Stadt | Erbaut    | Bemerkungen |
| ---- | ----------------------------------------------- | ------------------------------------------- | ----- | ----------------------------------------------------------------------- | ----------- | --------- | --- |
|      | Mindener Dom                                    | Kirche                                      | 32423 | Minden, Untere Altstadt                                                 | Kreis       | 800, ca.  | Römisch-katholische Propsteikirche. Mehrfach zerstört und wieder aufgebaut: Einfache Saalkirche / karolingisch-romanische Basilika mit monumentalem Westwerk / gotische Hallenkirche mit romanischem Westriegel. Verbaut wurden Portasandstein, Obernkirchener Sandstein, Ibbenbürener Sandstein |
|      | Altes Rathaus                                   | Rathaus                                     | 32423 | Minden, Marktplatz                                                      | Kreis       | 1260, ca. | Großer Umbau 1659 bis 1662. Wiederaufbau nach Zerstörung im Zweiten Weltkrieg. Dabei wurden u. a. die Steine des 1952 abgerissenen Bismarckturms auf dem Jakobsberg verwendet. |
|      | Bunte Brücke                                    | Straßenbrücke                               | 32423 | Minden,                                                                 | Kreis       | 1622      | Brücke über die Weseraue, heute durch Beton Neubau ersetzt |
|      | Postgebäude                                     | Postgebäude                                 | 32423 | Minden, Am Großen Domhof                                                | Kreis       | 1953      | Portasandstein ist im Sockelbereich sichtbar |
|      | Preußen-Museum                                  | Militär. Gebäude                            | PLZ   | Minden, Simeonsplatz                                                    | Kreis       | 1829      | Klassizistische Gebäude, ehemalige Defensionskaserne, Teil der Festung Minden |
|      | „Schinkelbau“                                   | Militär. Gebäude                            | PLZ   | Minden, Portastraße                                                     | Kreis       | 1830      | Klassizistisches Gebäude, ehemaliges Garnisonslazarett, Teil der Festung Minden |
|      | Heeresbäckerei                                  | Militär. Gebäude                            | PLZ   | Minden, Obere Altstadt, Martini-Kirchhof                                | Kreis       | 1832–1834 | Vierstöckiger neoromanischer Bau, Teil der Festung Minden aus Klinker-Mauerwerk, mit Portasandstein verblendet |
|      | Proviant-Magazin Minden                         | Militär. Gebäude                            | PLZ   | Minden, Obere Altstadt, Martini-Kirchhof, angrenzend zur Heeresbäckerei | Kreis       | 1835–1836 | Vierstöckiger neoromanischer Bau, Teil der Festung Minden aus Klinker-Mauerwerk, mit Portasandstein verblendet. Brannte Ende des Zweiten Weltkrieges aus. Brandspuren sind noch sichtbar. |
|      | Bahnhof Minden (Westfalen)                      | Bahnhof                                     | PLZ   | Minden, Rechtes Weserufer                                               | Kreis       | 1847–1850 | Inselbahnhof, Teil der Bahnhofsfestung Minden |
|      | Fort C                                          | Militär. Gebäude                            | PLZ   | Minden, Rechtes Weserufer                                               | Kreis       | 1847–1850 | Teil der Bahnhofsfestung Minden |
|      | Oberpostdirektion Minden – erstes Dienstgebäude | Postgebäude                                 | PLZ   | Minden, Friedrich-Wilhelm-Straße / Ecke Kaiserstraße                    | Kreis       | 1855–1858 | Großer dreigeschossiger Quaderbau. Die Fassade aus Portasandstein wurde in Anpassung an den Hauptbahnhof Minden gestaltet |
|      | Alte Münze                                      | Ehemalige Münzprägerei jetzt ein Restaurant | PLZ   | Minden, Altstadt, Brüderstraße 2                                        | Kreis       | 1260, ca. | |

## Übriger Kreis Minden-Lübbecke
| Bild | Name                                 | Kategorie | PLZ   | Ort                                                   | Kreis/Stadt     | Erbaut                | Bemerkungen |
| ---- | ------------------------------------ | --------- | ----- | ----------------------------------------------------- | --------------- | --------------------- | --- |
|      | Ev. Kirche Bergkirchen               | Kirche    | 32549 | Bad Oeynhausen, Ortsteil Bergkirchen                  | Minden-Lübbecke | 1756                  | |
|      | Schloss Petershagen                  | Burg      | 32469 | Petershagen, an der Einmündung der Ösper in die Weser | Minden-Lübbecke | 1306, ca.             | Schlossartige Anlage, erbaut als Wasserburg. Umbau zum Schloss im 16. Jhdt. (Weserrenaissance) Baumaterial: Portasandstein und Obernkirchener Sandstein             |
|      | Petrikirche                          | Kirche    | 32469 | Petershagen, Hauptstraße                              | Minden-Lübbecke | 1615–1618             | Hallenkirche in gotisierendem Stil |
|      | Ev. Pfarrkirche Petershagen-Buchholz | Kirche    | 32469 | Petershagen Ortsteil Buchholz                         | Minden-Lübbecke | 1300, vor (12. Jhdt.) | Saalbau |
|      | Greftmühle in Nordhemmern            | Mühle     | 32479 | Hille, Ortsteil Nordhemmern, Windmühlenweg 65         | Minden-Lübbecke | 1838                  | Baumaterial: Grober Portasandstein mit angeschüttetem Erdwall. Auch genannt "Brinkmanns Mühle".                                                                     |
|      | Holländer-Windmühle in Hartum        | Mühle     | 32479 | Hille, Ortsteil Hartum                                | Minden-Lübbecke | 1877                  | Der konische Turm besteht aus sorgfältig behauenem Portasandstein. Auch das Erdgeschoss ist anstelle eines angeschütteten Erdwalls im Material des Turms ausgebaut. |
|      | „Königsmühle“ Eilhausen              | Mühle     | 32312 | Lübbecke Ortsteil Eilhausen                           | Minden-Lübbecke | 1748                  | Holländer-Windmühle. Der Mühlenstumpf wurde aus Portasandstein erbaut. Er wurde später um ein Backstein-Mauerwerk erhöht.                                           |

## Kreis Herford
| Bild | Name                         | Kategorie | PLZ   | Ort                                | Kreis/Stadt | Erbaut           | Bemerkungen |
| ---- | ---------------------------- | --------- | ----- | ---------------------------------- | ----------- | ---------------- | --- |
|      | Pauluskirche zu Bünde        | Kirche    | 32257 | Bünde                              | Herford     | 1869–1873        | [ 10 ] |
|      | Findlinge am „Franzosengrab“ | Monolith  | 32120 | Hiddenhausen Ortsteil Oetinghausen | Herford     | 1983 oder früher | An einem Rastplatz unter einer Eiche liegen 14 Steinblöcke aus Portasandstein von bis zu 1 Meter Durchmesser als Geologisches Denkmal. Sie wurden in der Lippinghauser Ziegeleigrube gefunden, wohin sie durch das Eis der Eiszeit transportiert worden waren. |

## Übriges Deutschland
| Bild | Name                               | Kategorie | PLZ   | Ort                     | Kreis/Stadt | Erbaut                     | Bemerkungen |
| ---- | ---------------------------------- | --------- | ----- | ----------------------- | ----------- | -------------------------- | --- |
|      | Bremer Dom                         | Kirche    | 28195 | Bremen                  | Bremen      | 1000–1200 (11.–13. Jhdt.)  | [ 12 ] |
|      | Molenfeuer Überseehafen Süd        | Turm      |       | Bremen                  | Bremen      | 1906                       | Nach Beschädigung durch Dampfer-Aufprall 1926 leicht verändert wieder aufgebaut unter Verwendung des alten Bossenquader-Außenmauerwerks aus Portasandstein |
|      | St. Cyriakus (Vilsen)              | Kirche    | 27305 | Bruchhausen-Vilsen      | Diepholz    | 1200, ca.: Turm und Schiff | Baumaterial ist Feld- und Bruchstein. Die Laibungen der Rundbogenfenster bestehen aus Portasandstein                                                       |
|      | St. Cosmae et Damiani (Dörverden)  | Kirche    | 27313 | Dörverden               | Verden      | ???                        | Rechteckige Saalkirche, im Kern romanisch. Die drei westlichen Joche sind im romanischen Stil aus Portasandstein erbaut.                                   |
|      | St.-Matthäus-Kirche (Rodenkirchen) | Kirche    | 26935 | Rodenkirchen (Stadland) | Wesermarsch | 1200, ca.                  | [ 13 ] |
|      | St.-Aegidius-Kirche zu Berne       | Kirche    | 27804 | Berne                   | Wesermarsch | 1240, ca.                  | Baumaterial ist Portasandstein und Backstein. Zahlreiche Abbildungen in                                                                                    |
|      | Alte Hammer Eisenbahnbrücke        | Brücke    | 41460 | Düsseldorf-Hamm         | Düsseldorf  | 1870                       | Eisenbahnbrücke über den Rhein bei Stromkilometer 738 Abgerissen nach 1987, die Brückentürme aus Portasandstein blieben erhalten.                          |
|      | Alte Harburger Elbbrücke           | Brücke    | 21079 | Hamburg-Harburg         | Hamburg     | 1897–1899                  | Straßenbrücke über die Süderelbe mit Portalen aus Portasandstein. Heute nur noch für Fußgänger und Radfahrer.                                              |

## Übriges Europa
| Bild | Name                    | Kategorie | PLZ       | Ort      | Kreis/Stadt   | Erbaut    | Bemerkungen |
| ---- | ----------------------- | --------- | --------- | -------- | ------------- | --------- | --- |
|      | Weichselbrücke Dirschau | Brücke    | PL 83-100 | Dirschau | Tczew (Polen) | 1850–1857 | Eisenbahnbrücke über die Weichsel. Pfeilertürme aus Portasandstein. Sie wird heute noch als Straßen- und Fußgängerbrücke genutzt |